# Bun Rany
En aquest nom cambodjà, el cognom és Bun.
Bun Rany (khmer: ប៊ុន រ៉ានី; 15 de desembre de 1954), nascuda Bun Sam Hieng, és una activista pels drets humans i infermera cambodjana, a més de ser l'esposa del primer ministre Hun Sen. Va ser vicepresidenta de l'Associació Nacional de la Creu Roja fins al 1998, moment en què va convertir-se en la seva presidenta. Ha rebut nombrosos premis i reconeixements, tant nacionals com internacionals, per la seva feina en relació als orfes i pobres cambodjans, la lluita i prevenció del VIH, l'èmfasi que ha posat en les qüestions relacionades amb la dona, i els esforços per millorar la seguretat domèstica i combatre l'empobriment de les famílies, a través de l'educació i la pràctica laboral. El seu títol honorífic complet és Samdech Kittipritbandit Bun Rany Hun Sen (khmer: សម្តេចកត្តិព្រឹទ្ធបណ្ឌិតប៊ុន រ៉ានី ហ៊ុន សែន; literalment "Celebrada Acadèmica Sènior Bun Rany Hun Sen").
Com a esposa del primer ministre cambodjà, amb anterioritat era esmentada com Lok Chumteav Bun Rany - Hun Sen (Khmer: លោកជំទាវប៊ុន រ៉ានី ហ៊ុន សែន). Lok Chumteav és un títol atorgat a funcionàries dona d'alt rang, així com per les mullers de ministres i funcionaris del govern. El nom del seu marit apareix per indicar que el seu títol es deu a l'estatus de dona de Hun Sen. El 30 de març de 2011, el rei de Cambodja, Norodom Sihamoni, li atorgà el títol de Kittipritbandit (Khmer: កិត្តិព្រឹទ្ធបណ្ឌិត), que ve a dir "Celebrada Acadèmica Sènior", equivalent a un doctorat honorari a la Reial Acadèmia de Cambodja. El 8 de maig de 2013 el mateix rei la premià amb el títol de Samdech (Khmer: សម្ដេច), la més alta distinció del regne khmer, convertint el seu títol en Samdech Kittipritbandit Bun Rany Hun Sen (Khmer: សម្ដេចកិត្តិព្រឹទ្ធបណ្ឌិតប៊ុន រ៉ានី ហ៊ុន សែន). Tot i que, tècnicament, hom es pot adreçar a ella simplement com Samdech, de manera informal s'acostuma a referir com Lok Chumtiew.

## Premis i honors
Premis i honors acumulats per Lok Chumtiew Bun Rany.
- Octubre de 2008 - Doctorat honorari en humanitats per la Universitat de Cambodja
- Juny de 2009 - Doctorat honorari en ciències econòmiques per la Universitat Femenina de Seül (Corea del Sud)
- Juliol de 2010 - Doctorat honorari en literatura per la Universitat de Jeon Ju (Corea del Sud)
- Abril de 2010 - Doctorat honorari en educació per la Universitat de Silla (Corea del Sud)
- Març de 2011 - Kittiprittbandit de la Reial Acadèmia de Cambodja, per part del rei Sihamoni